# Julian Heppen
Julian Heppen (ur. 7 lipca 1828 w Warszawie zm. 12 lipca 1898 tamże) – urzędnik kolejowy, dziennikarz.

## Życiorys
Urodził się 7 lipca 1828 w Warszawie w rodzinie Antoniego Wawrzyńca i Jego żony Julii Petroneli z domu Kłodnickich herbu Łada. Miał dwóch braci starszego Jana i młodszego Tadeusza. Po ukończeniu szkoły średniej podjął pracę w zarządzie komunikacji z następnie pracował do swojej emerytury na Kolei Warszawsko-Wiedeńskiej.
Jako dziennikarz zadebiutował w wieku piętnastu lat w czasopiśmie dla młodzieży "Zorza". Ucząc się jeszcze w szkole pisywał do dziennika "Kurier Warszawski" i od 1840 gdy redaktorem naczelnym został Karol Kucz został stałym współpracownikiem.
Pisał również do innych gazet: do "Gazety Codziennej", "Gazety Warszawskiej", "Tygodnika Ilustrowanego", w "Kłosach" prowadził kronikę żałobną. W "Przeglądzie Europejskim" wspólnie z J.I.Kraszewskim prowadził rubrykę "Przegląd rzeczy potocznych" gdzie artykuły podpisywane były inicjałami "J.H. i J.I.K.". Nazywano go w ówczesnym czasie "chodzącą kroniką Warszawy".
Przez wiele lat był redaktorem czasopisma "Przyjaciel zwierząt", organu Towarzystwa Opieki nad Zwierzętami. Był aktywnym członkiem Towarzystwa Dobroczynności.
Pisał wiersze i do kilku jego utworów napisana została muzyka, np. do wiersza "Poranek", kompozytor K.Łada, do "Bożej męki" - J. Stefani, "Pod okienkiem" - O.Kolberg.

## Życie rodzinne
W 1855 w kościele św. Krzyża w Warszawie poślubił Antoninę Teresę Wandę Hoffmann, z którą miał dwie córki Marię Antoninę i Adelę Marię. Zmarł 12 lipca 1898 i pochowany został na cmentarzu powązkowskim.